# کلاوس یورگن گرونکه
کلاوس یورگن گرونکه (آلمانی: Klaus-Jürgen Grünke؛ زادهٔ ۳۰ مارس ۱۹۵۱) دوچرخه‌سوار اهل آلمان است.
وی در مسابقات کشوری و بین‌المللی در مجموع برندهٔ ۱ مدال طلا شده‌است.